# ماريانا فان زيلر
ماريانا فان زيلر (بالبرتغالية: Mariana van Zeller‏) (و. 1976 – م)هي صحفية من البرتغال . ولدت في كاشكايش .